# Долукьой (вилает Родосто)
Вижте пояснителната страница за други значения на Долукьой.
Долукьой или Долът (на турски: Dolu, на гръцки: Ροδώνη, Родони) е село в Източна Тракия, Турция, Вилает Родосто.

## География
Селото се намира на 25 километра северно от Малгара.

## История
В XIX век Долукьой е село в Малгарска каза на Одринския вилает на Османската империя. Според статистиката на професор Любомир Милетич в 1912 година в селото живеят 130 български патриаршистки семейства.
Жителите на селото се изселват в 20-те години на XX век в Гърция, предимно в село Долно Постолар.